# Julie Bonaparte
Julie Charlotte Pauline Zénaïde Laetita Désirée Bartholomée Bonaparte, marquise de Roccagiovine et princesse française, est née le 6 juin 1830 à la Villa Paolina, à Rome, et morte le 28 octobre 1900 dans cette même ville. Cousine de l'empereur Napoléon III, c'est une personnalité du Second Empire, connue notamment pour son salon littéraire.

## Famille
La princesse Julie est la fille de Charles-Lucien Bonaparte et de son épouse Zénaïde Bonaparte. Elle est ainsi la petite-fille de deux des frères de l’empereur Napoléon Ier, Lucien et Joseph Bonaparte.
Le 30 août 1847, la princesse Julie se marie, à Rome, avec Alessandro Del Gallo (1826-1892), marquis de Roccagiovine et marquis de Cantalupo e Bardella, marquis de Penna. De ce mariage naissent cinq enfants :
- Letizia del Gallo (Rome 1848-Rome 1863) ;
- Matilda del Gallo (Rome 1850-Rome 1865) ;
- Luciano del Gallo, marquis de Roccagiovine (Rome 1853-Rome 1917), marié à la comtesse de Wagner, sénateur du royaume d'Italie[1]. (Postérité)
- Alberto del Gallo, marquis de Roccagiovine, (Rome 1854-Rome 1947) marié à sa cousine la comtesse Giacinta Campello della Spina (fille de Marie-Désirée Bonaparte). (Postérité)
- Napoleone Alessandro del Gallo di Roccagiovine (Rome 1857-Rome 1886).

## Biographie
Dans son hôtel, au 142 rue de Grenelle-Saint-Germain, elle tient un salon littéraire les vendredis soir, fréquenté par l'Impératrice, et ainsi concurrençant celui de la Princesse Mathilde, sa cousine. Parmi ceux fréquentant ce cercle, on trouve : Ernest Renan, Charles-Augustin Sainte-Beuve, Jules Barbey d'Aurevilly ou encore Adolphe Billault, des ministres, des diplomates, des hauts fonctionnaires, etc.
À la chute du Second Empire, elle se retire entre son palais de Rome, place Roccagiovine au Foro de Trajane et les châteaux de Mandela et Roccagiovine, où se sont rassemblés les meilleurs artistes et intellectuels de leur temps, parmi lesquels Gabriele d'Annunzio.

## Sources et références
1. ↑  (it)« Biographie de DEL GALLO DI ROCCAGIOVINE Luciano, fils d'Alessandro », sur Sénat de la République italienne (consulté le 23 juillet 2012)
2. ↑  Frédéric Loliée, Les femmes du second empire, Edit. Jules Tallandiar, 1912, p. 119.